# Абу-ль-Фадль ибн аль-Амид
Абу-ль-Фадль ибн аль-Амид (перс. ابوالفضل بن عمید‎; 912, Кум — 8 декабря 970, Хамадан) — выдающийся политический деятель, визирь Рукн ад-Даула, правителя из Буидов (занимал пост 32 года, уступая в этом только знаменитому визирю Сельджуков Низам аль-Мульку). Был весьма сведущ в логике, архитектуре, философии, естественных и религиозных науках, а также в литературе. Ибн Мискавейх курировал его библиотеку, содержавшую книги по всем областям науки и литературы. Именно его знаменитое собрание посещали многие учёные и писатели. Учеником и другом Ибн аль-Амида был ас-Сахиб ибн Аббад (ум. 995), который стал визирем сыновей Рукн ад-Даула Муайяд ад-Даула и Фахр ад-Даула. Был также великолепным стилистом, сыгравшим вместе с Ибн Аббадом значительную роль в развитии арабоязычной прозы. Будучи крайне неуравновешенным, желчным и болезненно самолюбивым литератор ат-Таухиди поссорился с обоими визирями и написал памфлет — сатиру «О двух визирях» («Нравы двух визирей»; полностью не сохранился, но реконструируется по большим цитатам у Якута).